# Diurnea lipsiella

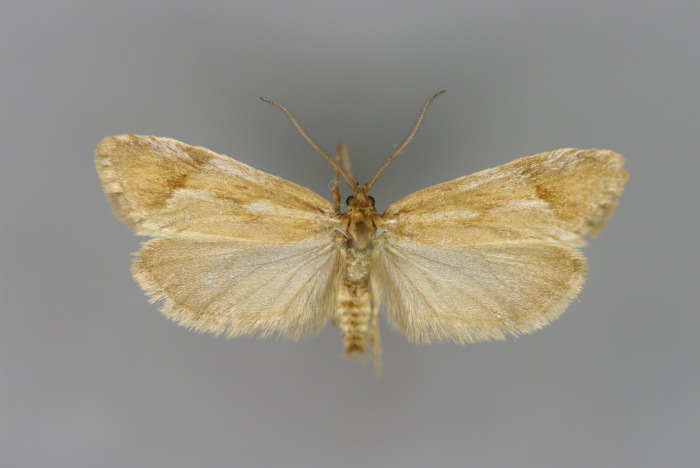
Männchen, Präparat mit gespannten Flügeln

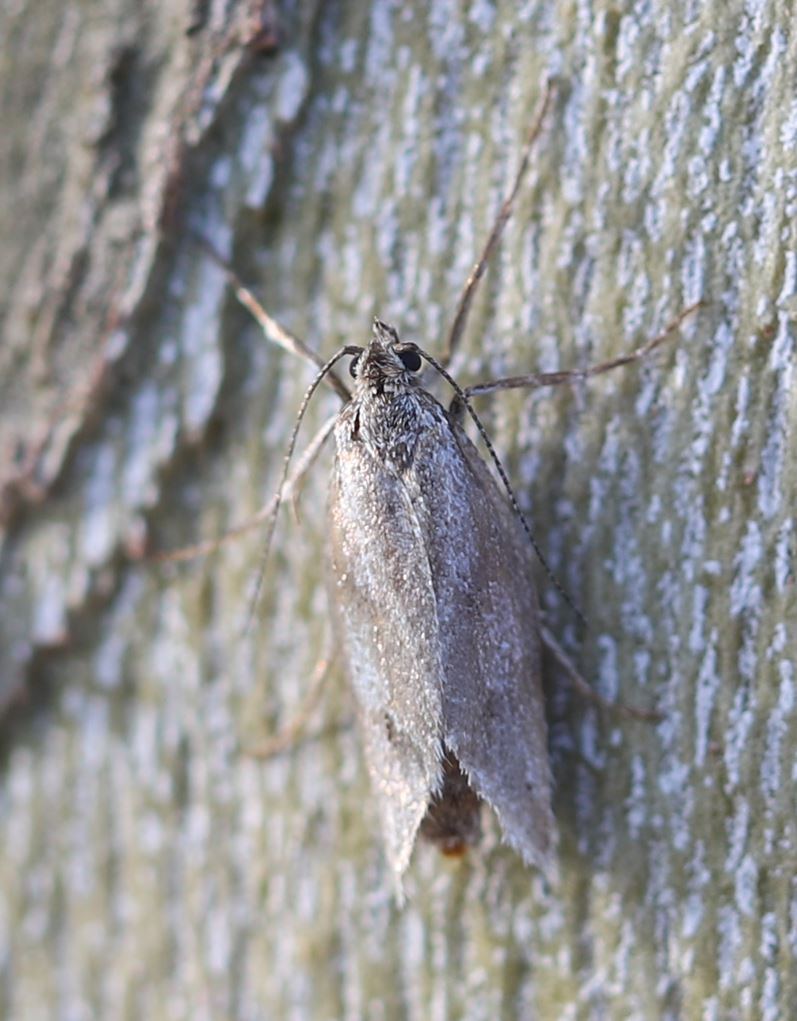
Weibchen am Stamm einer Platane Anfang Dezember

Diurnea lipsiella ist ein Kleinschmetterling aus der Familie der Breitflügelmotten (Chimabachidae).

## Merkmale
Die Flügelspannweite beträgt bei den Männchen 23 mm, bei den Weibchen 17 mm. Im Gegensatz zum Männchen haben die Weibchen verkürzte Flügel (brachypter) und sind dadurch flugunfähig. Die männlichen Schmetterlinge besitzen eine schlanke Gestalt. Die Vorderflügel sind in der Grundfarbe ockerbraun. Längs der vorderen Flügelkante verläuft ein schmaler heller Streifen. Zentral verläuft ein weiterer heller Längsstreifen. Ein größerer Bereich an der Flügelspitze ist dunkel gefärbt. Die Hinterflügel sind grau.  

## Verbreitung
Diurnea lipsiella ist in weiten Teilen Europas verbreitet. Die Art kommt auch auf den Britischen Inseln vor.

## Lebensweise
Diurnea lipsiella bildet eine Generation pro Jahr. Die männlichen Falter fliegen von Oktober bis Dezember. Sie sind tagaktiv, fliegen jedoch auch noch in der Dämmerung und werden von Lichtquellen angelockt. Man findet die Schmetterlinge in Laub- und Mischwäldern sowie an Sträuchern. Die Raupen fressen insbesondere an Eichen (Quercus), aber auch an Heidelbeeren (Vaccinium) sowie an Rosengewächsen der Gattungen Rubus und Prunus. Die Raupen halten sich gewöhnlich zwischen zwei von ihnen verwobenen Blättern auf, an welchen sie fressen. Die Verpuppung findet am Boden unter Laub statt.

## Taxonomie
In der Literatur findet sich auch folgendes Synonym:
- Diurnea phryganella Hübner, 1796